# Allylique
Ne doit pas être confondu avec alkyle ou aliphatique.
 (septembre 2022).
Si vous disposez d'ouvrages ou d'articles de référence ou si vous connaissez des sites web de qualité traitant du thème abordé ici, merci de compléter l'article en donnant les références utiles à sa vérifiabilité et en les liant à la section « Notes et références ».

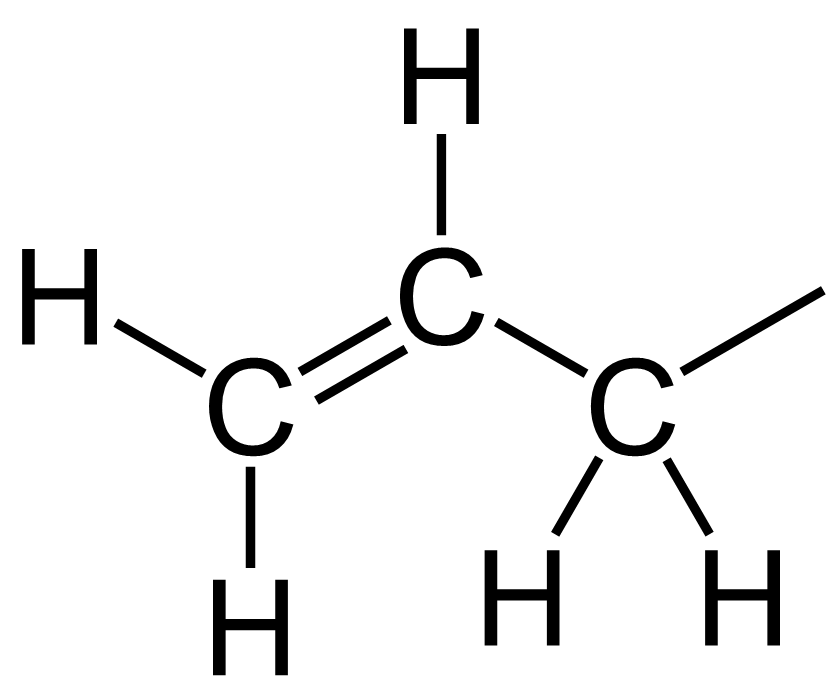
Structure chimique du groupe allyle

En chimie organique, le terme allylique se réfère au groupe allyle qui est un groupe fonctionnel alcénique de formule semi-développée H2C=CH-CH2-. Il peut être considéré comme constitué d'un groupe vinyle, CH2=CH-, attaché à un méthylène, -CH2-. Par exemple, l'alcool allylique a pour formule H2C=CH-CH2OH. Un autre exemple d'un composé allylique simple est le chlorure d'allyle. Des versions dérivées du groupe parent allyle comme le groupe trans-but-2-én-1-yl ou crotyle (CH3CH=CH-CH2-), peuvent être aussi nommés groupes allyliques.
Le terme homoallylique désigne de même manière :
- un fragment 3-butényle CH2=CH-CH2CH2-, ou homologue substitué;
- une position saturée sur un squelette moléculaire avoisinant une position allylique et donc à deux liaisons de distance d'un groupement alcène;

On parle de position allylique pour tout substituant se trouvant en alpha d'un groupement alcène.
Le terme allyle désigne également trois entités chimiques distinctes : l'anion allyle, le cation allyle et le radical allyle. En chimie organométallique, le ligand allyle correspond formellement à l'une de ces trois entités.

## Étymologie
Le terme allyle est forgé à partir du nom latin de l'ail, Allium. C'est en 1844 que Theodor Wertheim obtient par entrainement à la vapeur une substance piquante à partir d'ail, connue aujourd'hui comme le disulfure d'allyle et qu'il nomme alors en allemand des deux noms Schwefelallyl et Allylsulfur, en inventant ainsi le nom allyle.

## Nomenclature
Le site sur l'atome de carbone saturé auquel par exemple se lie le groupe OH de l'alcool allylique et plus généralement tout atome de carbone saturé et voisin d'une double liaison, est appelé position allylique ou site allylique et le groupe attaché à ce site est parfois aussi qualifié d'allylique.

## Spectroscopie

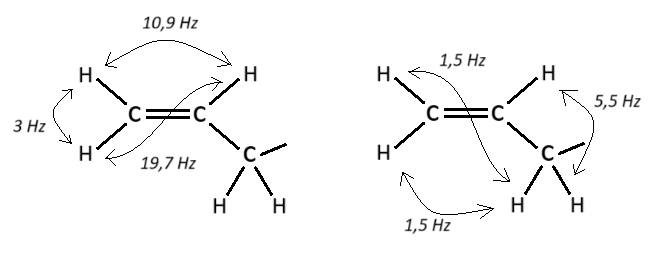
Constantes de couplage scalaire des différents protons du groupe allyle en RMN du proton

En RMN du proton, les protons allyliques ont des déplacements chimiques autour de 2 ppm[réf. souhaitée]. Les constantes de couplage avec les protons voisins permettent également de les identifier.

## Structure
Dans le cadre de la théorie de l'hybridation, dans le groupe allyle, le carbone allylique est sp3 tandis que les deux carbones vinyliques sont sp2. La description est cependant différente pour l'anion, le cation ou le radical allyle. Ils peuvent être décrits comme ceci :
- l'anion allyle porte un doublet non liant et une charge négative en position allylique ;
- le cation allyle porte une lacune électronique et une charge positive en position allylique ;
- et le radical allyle porte un électron célibataire en position allylique.

Mais cette description fait clairement apparaître qu'il s'agit de systèmes conjugués, dans lesquels tous les carbones sont  sp2.

## Réactivité
Les positions allyliques sont sujettes à certaines réactions spécifiques, en raison de la liaison π voisine, par exemple les oxydations allyliques (en), la bromation radicalaire, le réarrangement de Claisen, la réaction ène (en), la réaction de Tsuji-Trost (en).

### Transposition sigmatropique
Les groupements allyles sont couramment impliqués dans des transpositions sigmatropique : les réarrangements de Claisen.